# Kündigung eines Berufsausbildungsverhältnisses
Die Kündigung eines Berufsausbildungsverhältnisses ist neben dem Abschluss eines Aufhebungsvertrags eine Möglichkeit zur Beendigung eines Berufsausbildungsverhältnisses durch einseitige Erklärung des Ausbildenden oder der/des Auszubildenden. Aufgrund der von einem üblichen Arbeitsverhältnis abweichenden Interessen beider Parteien finden sich besondere Kündigungsregelungen für das Berufsausbildungsverhältnis in § 22 Berufsbildungsgesetz (BBiG). Die Kündigung in der Probezeit ist im Vergleich zum Arbeitsverhältnis erleichtert, während die Kündigung nach der Probezeit für den Ausbildenden „im Interesse der Ausbildung und zum Schutz des Auszubildenden“ nur noch bei Vorliegen eines wichtigen Grundes möglich ist. Der Auszubildende ist damit nach der Probezeit kraft Gesetz (ordentlich) „unkündbar“. § 22 BBiG kann nicht zu Lasten des Auszubildenden abbedungen (durch vertragliche Vereinbarung außer Kraft gesetzt) werden, § 25 BBiG. In der Praxis ist die Kündigung durch den Auszubildenden in aller Regel wirksam, da sie an keine nennenswerten Wirksamkeitsvoraussetzungen geknüpft ist (siehe Berufsausbildungsverhältnis), weshalb hier eine Fokussierung auf die Kündigung durch den Ausbildenden erfolgt.

## Anwendung allgemeiner arbeitsrechtlicher Regelungen
Für Kündigungen des Berufsausbildungsverhältnisses gelten aufgrund der Verweisung in § 10 Abs. 2 BBiG zwar grundsätzlich die allgemeinen zivilrechtlichen Unwirksamkeitsregelungen, die jedoch großflächig von den spezielleren Regelungen des BBIG verdrängt werden. Relevanz hat die Verweisung insbesondere für die Geltung des Kündigungsschutzgesetzes: Kündigt der Ausbildende, muss der Auszubildende (ebenso wie ein Arbeitnehmer) die Kündigung mittels Kündigungsschutzklage innerhalb von drei Wochen bei dem zuständigen Arbeitsgericht angreifen, um die Wirksamkeitsfiktion nach §§ 4, 7 KSchG bzw. §§ 13 Abs. 1 Satz 2 KSchG i. V. m. §§ 4, 7 KSchG zu vermeiden (siehe im Einzelnen unten). Weiterhin gelten wie für Arbeitnehmer das Maßregelungsverbot nach § 612a BGB, das Diskriminierungsverbot der §§ 1, 3, 7 AGG und die Regelungen zur Treu- und Sittenwidrigkeit von Kündigungen nach §§ 242, 138 BGB, wobei hier wie üblich ein strenger Maßstab anzulegen ist. Wie bei einem Arbeitsverhältnis kann ein Berufsausbildungsverhältnis schon vor seinem rechtlichen oder tatsächlichen Beginn ordentlich entfristet gekündigt werden, sofern nichts Gegenteiliges vereinbart wurde. § 13 Abs. 1 Satz 3 KSchG ist nicht entsprechend auf das Berufungsausbildungsverhältnis anwendbar.

### Kündigungserklärung
Die Kündigung ist eine empfangsbedürftige Willenserklärung, die dem Auszubildenden zugehen muss. Es gelten die allgemeinen Regelungen zur Stellvertretung; die durch einen rechtsgeschäftlich bestellten Vertreter ohne Vorlage einer Vollmachtsurkunde ausgesprochene Kündigung kann von dem Empfänger nach § 174 BGB unverzüglich zurückgewiesen werden, was ihre Unwirksamkeit zur Folge hat. Die Kündigung muss nach § 22 Abs. 3 BBiG schriftlich im Sinne des § 126 BGB, das heißt händisch unterschrieben, erfolgen und im Fall der außerordentlichen Kündigung eine schriftliche Begründung beinhalten. Ist der Auszubildende minderjährig, muss die Kündigung wie auch die Begründung innerhalb der dafür vorgesehenen Frist mindestens einem sorgeberechtigten Elternteil zugehen. § 113 BGB findet keine Anwendung.

### Beteiligung der Arbeitnehmervertretung
Besteht ein Betriebsrat, ein Personalrat oder eine Mitarbeitervertretung, ist dieser/diese vor Ausspruch der Kündigung eines Auszubildenden anzuhören (§ 102 Abs. 1 S. 1 BetrVG; § 79 Abs. 1 und 3 BPersVG oder die entsprechenden Landespersonalvertretungsgesetze; Anhörungsvorschriften der Mitarbeitervertretungsordnungen). Unterbleibt die Anhörung, ist die Kündigung unwirksam (§ 102 Abs. 1 S. 2 BetrVG bzw. § 79 Abs. 4 BPersVG). Es gelten die gleichen Grundsätze, die bei der Anhörung einer Arbeitnehmervertretung im Fall der Probezeitkündigung oder einer außerordentlichen Kündigung eines Arbeitnehmers gelten. Verlangt das einschlägige Landespersonalvertretungsgesetz über die bloße Anhörung hinaus eine positive Zustimmung des Personalrats gilt: „Verweigert der Personalrat die [...] erforderliche Zustimmung, kann die Kündigung auch dann erst nach Ablauf der gesetzlichen Äußerungsfrist wirksam erfolgen, wenn die für die Zustimmungsverweigerung angeführten Gründe rechtlich unbeachtlich sind.“. Wird dies nicht beachtet, ist die Kündigung gemäß § 108 Abs. 2 BPersVG unwirksam.

### Besondere Kündigungsschutzregelungen
Regelungen des Sonderkündigungsschutzes für Arbeitnehmer gelten über § 10 Abs. 2 BBiG auch für Auszubildende. Hierfür kommen insbesondere in Betracht
- der Schwerbehindertenschutz, § 168 SGB IX (i. V. m. § 10 Abs. 2 BBiG),[19]
- der Mutterschutz, § 9 Abs. 1 S. 1 MuSchG (i. V. m. § 10 Abs. 2 BBiG),[20]
- der Elternzeitschutz, § 18 Abs. 1 S. 1 BEEG (i. V. m. § 10 Abs. 2 BBiG) und
- der Funktionsträgerschutz nach § 15 Abs. 1 S. 1 KSchG iVm § 103 BetrVG (i. V. m. § 10 Abs. 2 BBiG).

## „Freie“, ordentliche Kündigung während der Probezeit (§ 22 Abs. 1 BBiG)
Nach § 22 Abs. 1 BBiG ist eine Kündigung während der Probezeit ordentlich ohne Einhaltung einer Kündigungsfrist („ordentliche entfristete Kündigung“) auch ohne Grund zulässig. Die Kündigung muss dem Auszubildenden innerhalb der maximal viermonatigen Probezeit (§ 20 BBiG) zugehen – und sei es am letzten Tag. Es bedarf für die Probezeitkündigung keiner Gründe und auch nicht der Einhaltung einer Kündigungsfrist; sie kann „jederzeit“ (§ 22 Abs. 1 BBiG) erfolgen. Der Ausbildende kann eine Probezeitkündigung nach freiem Ermessen auch unter Zubilligung einer Auslauffrist ausgesprochen werden, die den Auszubildenden dann aber nicht unangemessen lange an das Ausbildungsverhältnis binden darf, obwohl feststeht, dass dieses nicht vollendet werden wird.

## Außerordentliche Kündigung nach Ablauf der Probezeit (§ 22 Abs. 2 Nr. 1 BBiG)
Die außerordentliche Kündigung eines Auszubildenden gemäß § 22 Abs. 2 Nr. 1 BBiG folgt den Grundsätzen der außerordentlichen Kündigung bei Arbeitnehmern: Es bedarf eines wichtigen Grundes, § 22 Abs. 2 Nr. 1 BBiG (entspricht § 626 Abs. 1 BGB) und der Einhaltung einer zwei-Wochen-Frist für den Ausspruch der Kündigung ab Kenntnis von dem wichtigen Grund, § 22 Abs. 4 Satz 1 BBiG (entspricht § 626 Abs. 2 BGB). Insoweit gelten dieselben Grundsätze wie bei einem Arbeitnehmer: Die Anforderungen an das Vorliegen eines wichtigen Grundes sind identisch. Die zwei-Wochen-Frist beginnt zu laufen, wenn der Ausbildende von den maßgeblichen, die Kündigung rechtfertigenden Umständen Kenntnis erlangt. Die Versäumung der Frist führt dazu, dass eine dennoch ausgesprochene Kündigung materiell unwirksam ist. Eine anderslautende Vereinbarung ist nichtig.  Anders als bei Arbeitnehmern, bei welchen der Arbeitgeber für eine fristlose Kündigung nur auf Verlangen des Arbeitnehmers einen Grund nennen muss, muss die außerordentliche Kündigung des nach dem BBiG schriftlich begründet werden (§ 22 Abs. 3 BBiG). Nur auf Gründe, die in dem Begründungsschreiben genannt wurden, kann sich der Ausbildende im Rahmen eines nachfolgenden Kündigungsschutzprozesses berufen. Ein Nachschieben von Gründen ist nicht möglich.

### Schriftliche Begründung (§ 22 Abs. 3 Hs. 2 BBiG)
Die Pflicht zur Begründung soll dem Auszubildenden „die Prüfung [...] ermöglichen, ob er die vorgetragene Begründung anerkennen könne oder nicht und ob es aussichtsreich sei, sich gegen die Kündigung zu wenden“. Sie dient darüber hinaus der „Rechtsklarheit und Beweissicherung“. Die schriftliche – d. h. von der Unterschrift erfasste – Begründung muss einem Auszubildenden innerhalb der zweiwöchigen Kündigungserklärungsfrist zugehen. Eine nachträgliche Begründung heilt den Verstoß nicht, die Kündigung bleibt unwirksam. Ein Verstoß gegen das Gebot einer schriftlichen Begründung führt zur Unwirksamkeit der Kündigung, § 125 S. 1 BGB.

Die Kündigungsgründe müssen in dem Kündigungsschreiben so konkret und umfänglich dargestellt werden, dass der Kündigungsgrund für den Kündigungsadressaten nachvollziehbar ist. Hierzu müssen die für die Kündigung maßgeblichen Tatsachen hinreichend konkret angegeben werden. Reine Werturteile oder bloße Schlagwörter und Allgemeinplätze, wie „Störung des Betriebsfriedens“, „untragbares Benehmen“, „häufiges Zuspätkommen“ oder „sonstige Unzuverlässigkeiten“ reichen nicht. Will der Ausbildende zuvor abgemahnte Pflichtverletzungen einbeziehen, so reicht es nicht aus, dass diese in einer Abmahnung stehen, auf die er in Bezug nimmt. Er muss diese auch in dem Kündigungsschreiben konkret anführen. Nicht ausreichend ist beispielsweise folgende Formulierung:
„Das Benehmen Ihrer Tochter läßt eine Weiterbeschäftigung nicht zu. Trotz ausreichender Ermahnung ist eine ernsthafte Störung des Betriebsfriedens nur durch eine Kündigung des Ausbildungsverhältnisses zu vermeiden.“

### Wichtiger Grund (§ 22 Abs. 2 Nr. 1 BBiG)
Ein wichtiger Grund i. S. d. § 22 Abs. 2 Nr. 1 BBiG liegt vor, „wenn Tatsachen vorliegen, aufgrund derer dem Kündigenden unter Berücksichtigung aller Umstände des Einzelfalls und unter Abwägung der Interessen beider Vertragsteile die Fortsetzung des Berufsausbildungsverhältnisses bis zum Ablauf der Ausbildungszeit nicht zugemutet werden kann“. Bei der Prüfung des § 626 Abs. 1 BGB wendet das BAG eine zweistufige Prüfung an: Zunächst ist zu prüfen, ob ein Umstand einen „wichtigen Grund an sich“ darstellt. Dann ist im Rahmen der notwendigen Interessenabwägung zu prüfen, ob nach den konkreten Umständen des Einzelfalles eine Fortsetzung des Arbeitsverhältnisses zumutbar ist.
Wie bei Arbeitnehmern ist auch im Berufsausbildungsrecht eine Kündigung „das letzte Mittel“ (ultima ratio); es gilt der Grundsatz der Verhältnismäßigkeit – im Zweifel bedarf es einer vorherigen Abmahnung. Die Kündigung ist nicht Sanktion eines vergangenen Fehlverhaltens, sondern die Konsequenz aus einer negativen Prognose für die Zukunft, das Ausbildungsverhältnis nicht in zumutbarer Weise fortgesetzt werden kann.

#### Interessenabwägung und Besonderheiten des Berufsausbildungsverhältnisses
Spätestens im Rahmen der immer gebotenen Interessenabwägung sind die Besonderheiten eines Berufsausbildungsverhältnisses zu berücksichtigen. Insoweit ist die Tendenz erkennbar, Auszubildenden ein höheres Interesse an dem Erhalt seiner Ausbildungsstelle zuzumessen, als dem Arbeitnehmer an dem Erhalt seines Arbeitsplatzes, was dazu führt, dass ein Verhalten eines Arbeitnehmers dessen außerordentliche Kündigung rechtfertigen kann, während ein identisches Verhalten eines Auszubildenden eine außerordentliche Kündigung des Ausbildungsverhältnisses nicht rechtfertigt.
Gesichtspunkte (Topoi)  im Rahmen der Interessenabwägung sind unter anderem:
- das jugendliche Alter des Auszubildenden[42]

- der typische unreife „charakterlicher Entwicklungsstand“ eines Auszubildenden, was bei einem Fehlverhalten möglicherweise eine bloße „Jugendsünde“ annehmen lässt[43]

- der Ausbildungszweck des Vertragsverhältnisses[44]

- die bisherige Dauer das Berufsausbildungsverhältnisses: Je länger das Ausbildungsverhältnis bestand, desto gewichtiger muss der Kündigungsgrund sein.[45] (im dritten Ausbildungsjahr Kündigung nur noch bei schwersten Pflichtverletzungen bzw. Beeinträchtigungen, kurz vor der Abschlussprüfung nur noch in Extremfällen – z. B. bei Vorliegen einer Straftat – möglich)[46][47]

#### Verdachtskündigung
Nach der maßgeblichen, gegen Kritik verteidigte Rechtsprechung des BAG ist auch im Berufsausbildungsverhältnis eine Verdachtskündigung möglich. Die Besonderheiten des Berufsausbildungsverhältnis sind dabei zu berücksichtigen:
„Ein Tatverdacht kann nur dann einen wichtigen Grund iSd. § 22 Abs 2 Nr 1 BBiG zur Kündigung darstellen, wenn der Verdacht auch bei Berücksichtigung der Besonderheiten des Ausbildungsverhältnisses dem Ausbildenden die Fortsetzung der Ausbildung objektiv unzumutbar macht. Dies bedarf einer Würdigung der Umstände im Einzelfall“. 
„Der Ausbildende hat erst dann alles ihm Zumutbare zur Aufklärung des Sachverhalts getan, wenn er dem Auszubildenden Gelegenheit zur Stellungnahme gegeben hat. Die Notwendigkeit der Anhörung vor Erklärung einer Verdachtskündigung ist Ausfluss des Verhältnismäßigkeitsprinzips. Der Umfang der Nachforschungspflichten und damit auch die Ausgestaltung der Anhörung richtet sich nach den Umständen des Einzelfalls. Sowohl bei der Vorbereitung als auch bei der Durchführung der Anhörung hat der Ausbildende auf die typischerweise bestehende Unerfahrenheit des Auszubildenden und die daraus resultierende Gefahr einer Überforderung gemäß § 10 Abs 2 BBiG iVm. § 241 Abs 2 BGB Rücksicht zu nehmen. Es ist grundsätzlich nicht erforderlich, den Auszubildenden vor Durchführung einer Anhörung über den beabsichtigten Gesprächsinhalt zu unterrichten.“

### Rechtsfolgen
Wird das Berufsausbildungsverhältnis nach Ablauf der Probezeit vorzeitig gelöst, so kann der Auszubildende gegenüber dem Ausbildenden den Ersatz des Schadens verlangen, wenn der Ausbildende den Grund für die Auflösung zu vertreten hat (§ 23 Abs. 1 Satz 1 BBiG). Dies ist insbesondere dann der Fall, wenn der Ausbildende das Ausbildungsverhältnis fristlos kündigt, ohne dass ein wichtiger Grund im Sinne des § 22 Abs. 2 Nr. 1 BBiG vorliegt. Im Falle einer unwirksamen Kündigung wird das Verschulden des Ausbildenden nach § 280 BGB vermutet. Der Ausbildende kann diese Vermutung widerlegen, wenn er nachweist, dass ein vernünftig denkender, sorgfältig abwägender Arbeitgeber ebenfalls außerordentlich gekündigt hätte. Ein Auszubildender kann mangels Anwendbarkeit der Vorschriften des KSchG zur Sozialwidrigkeit keinen besonderen gesetzlichen Weiterbeschäftigungsanspruch nach § 102 Abs. 5 BetrVG oder § 79 Abs. 2 BPersVG haben, wohl aber den allgemeinen Weiterbeschäftigungsanspruch, der unter denselben Voraussetzungen wie beim Arbeitnehmer besteht, d. h. im Regelfall (erst) nach erstinstanzlichem Obsiegen im Kündigungsschutzprozess.

## Verfahrensrecht

### Übersicht
Das Verfahren im Rahmen der Kündigung des Berufsausbildungsverhältnisses hängt maßgeblich davon ab, ob ein Schlichtungsausschuss für Ausbildungsrechtsstreitigkeiten nach § 111 Abs. 2 ArbGG besteht oder nicht. Besteht ein solcher nicht, muss ein gekündigter Auszubildender innerhalb der Dreiwochenfrist der §§ 4, 7, 13 KSchG Klage beim zuständigen Arbeitsgericht erheben, um die Unwirksamkeit der Kündigung geltend machen zu können. Besteht ein Schlichtungsausschuss, ist ein nicht fristgebundender Kündigungsschutzantrag bei dem Schlichtungsausschuss zu stellen, bei welchem das Ausbildungsverhältnis in ein entsprechendes Register eingetragen wurde oder hätte eingetragen werden müssen. Entscheidet dieser durch einen Spruch zulasten des Auszubildenden, kann dieser binnen einer Frist von zwei Wochen Klage beim Arbeitsgericht erheben.

### Verfahren vor dem Schlichtungsausschuss (§ 111 Abs. 2 ArbGG)

#### Notwendigkeit eines Verfahrens vor dem Schlichtungsausschuss (§ 111 Abs. 2 Satz 5 ArbGG)
Nach § § 111 Abs. 2 Satz 1 ArbGG können bei der Innung bzw. der Industrie- und Handelskammer für Berufsausbildungsrechtsstreitigkeiten sogenannte Schlichtungsausschüsse gebildet werden. Besteht ein zuständiger Schlichtungsausschuss, ist dessen Anrufung Prozessvoraussetzung einer Klage vor dem ArbG, d. h. eine Klage vor dem ArbG ist nur/wird erst dann zulässig, wenn ein Verfahren vor dem Schlichtungsausschuss stattgefunden hat.
Zuständigkeit
Die Zuständigkeit richtet sich nach folgenden Regeln: Besteht Streit, ob das Ausbildungsverhältnis durch eine Kündigung beendet worden ist oder nicht, ist der Schlichtungsausschuss zuständig, nicht unmittelbar das Arbeitsgericht. Ist das Berufsausbildungsverhältnis unstreitig beendet, ist der Schlichtungsausschuss nicht (mehr) zuständig und zwar auch nicht für aus der Kündigung resultierende oder nach dieser verbleibende Ausbildungsvergütungs- oder Schadensersatzansprüche. Zuständig ist der Schlichtungsausschuss, bei dem das Berufsausbildungsverhältnis eingetragen ist oder wird oder sein müsste. Ob das Berufsausbildungsverhältnis tatsächlich eingetragen ist, ist unerheblich. Einstweiliger Rechtsschutz kann von dem Schlichtungsausschuss nicht gewährt werden, sodass hierfür die Arbeitsgerichte zuständig sind.
Anrufungsfrist
Nach umstrittener, aber ständiger Rechtsprechung des BAG muss die Anrufung des Schlichtungsausschusses nicht innerhalb einer Frist, insbesondere nicht innerhalb der Dreiwochenfrist der §§ 4 Satz 1, 13 Abs. 1 Satz 2 KSchG analog erfolgen. Das Recht zur Anrufung eines Schlichtungsausschusses kann nur verwirken (§ 242 BGB) (seltene Ausnahme). Entgegen Literaturmeinungen wird vom BAG auch abgelehnt, die Dreiwochenfrist zur Konkretisierung der Verwirkung heranzuziehen.

#### Zweiwöchige Klagefrist nach Beendigung des Verfahrens vor dem Schlichtungsausschuss (§ 111 Abs. 2 Satz 3 ArbGG)
Beendet der Schlichtungsausschuss das Verfahren durch eine Spruch genannte Entscheidung und wird der von ihm gefällte Spruch nicht innerhalb von einer Woche von beiden Seiten anerkannt, kann binnen zwei Wochen Klage beim zuständigen Arbeitsgericht erhoben werden, § 111 Abs. 2 Satz 3 ArbGG. Bei dieser Vorschrift handelt es sich um eine prozessuale Ausschlussfrist, was dazu führt, dass zwar die Wirksamkeit der Kündigung an sich nicht mehr angegriffen werden kann, wohl aber Folgeansprüche aufgrund ihrer Unwirksamkeit (die dann inzident in einem Prozess zu prüfen wäre) geltend gemacht werden können.
Beispiel: Der Ausbildende kündigt dem Auszubildenden. Das Schlichtungsverfahren wird durchgeführt. Der Schlichtungsausschuss entscheidet durch „Spruch“, dass die Kündigung wirksam ist. Der Auszubildende versäumt die Zweiwochenfrist des § 111 Abs. 2 Satz 3 ArbGG. Eine Klage gegen die Kündigung beim Arbeitsgericht ist nun unzulässig. Gleichwohl darf der Auszubildende etwa auf ausstehende Ausbildungsvergütung oder Weiterbeschäftigung mit der Begründung klagen, dass die Kündigung unwirksam ist, und kann Recht bekommen.
Damit die Frist des § 111 Abs. 2 Satz 3 ArbGG in Gang gesetzt wird, muss der Spruch zugestellt werden. Dies erfordert eine ordnungsgemäße Belehrung über die Klageobliegenheit vor dem Arbeitsgericht im Sinne des § 111 Abs. 2 Satz 4 ArbGG i. V. m. § 9 Abs. 5 ArbGG, die nicht nur vom Vorsitzenden, sondern auch von den übrigen Ausschussmitgliedern unterschrieben sein muss.

### (Anschließende oder direkte) Kündigungsschutzklage vor dem Arbeitsgericht
Besteht kein Schlichtungsausschuss, gelten die allgemeinen Regelungen für die Kündigungsschutzklage des Arbeitnehmers, insbesondere die Wirksamkeitsfiktion nach § 4 Satz 1, § 13 Abs. 1 Satz 2, § 7 KSchG; die materielle Wirksamkeit der Kündigung wird fingiert, wenn die Frist zur Klageerhebung versäumt wird (materielle Ausschlussfrist). Im Rahmen der ausnahmsweisen nachträglichen Zulassung einer Klage nach § 5 KSchG soll die Unerfahrenheit eines Auszubildenden Berücksichtigung finden können.
Besteht ein Schlichtungsausschuss, muss das oben erläuterte Schlichtungsverfahren durchlaufen werden, bevor eine Klage zum Arbeitsgericht möglich ist (Zulässigkeitsvoraussetzung), § 111 Abs. 2 Satz 5 ArbGG. Die Frist der §§ 13 Abs. 1 Satz 2, 4 Satz 1 KSchG findet dann keine Anwendung.
Ob ein erforderliches Schlichtungsverfahren durchgeführt wurde, ist als Prozessvoraussetzung von Amts wegen zu prüfen. Hat der Auszubildende unmittelbar Klage erhoben, muss er vortragen, dass ein Schlichtungsausschuss nicht besteht oder die Durchführung des Verfahrens abgelehnt hat, woraufhin das Gericht nachprüfen muss ob tatsächlich kein Schlichtungsausschuss besteht oder dieser das Verfahren tatsächlich abgelehnt hat. Erlässt der Schlichtungsausschluss abschließend keinen Spruch, ist unmittelbar Klage vor dem Arbeitsgericht möglich.

### Zu § 22 BBiG
- Erfurter Kommentar/Schlachter, 16. Aufl. 2016, BBiG, § 22
- Herrmann, in: Däubler/Hjort/Schubert/Wolmerath, Arbeitsrecht, 3. Aufl. 2013, BBiG § 22
- Wohlgemuth/Pepping, BBiG, 2011, § 22

### Zu § 111 Abs. 2 ArbGG
- Prütting, in: Germelmann/Matthes/Prütting, ArbGG, 8. Aufl. 2013, § 111.